# Skellefteå hamn

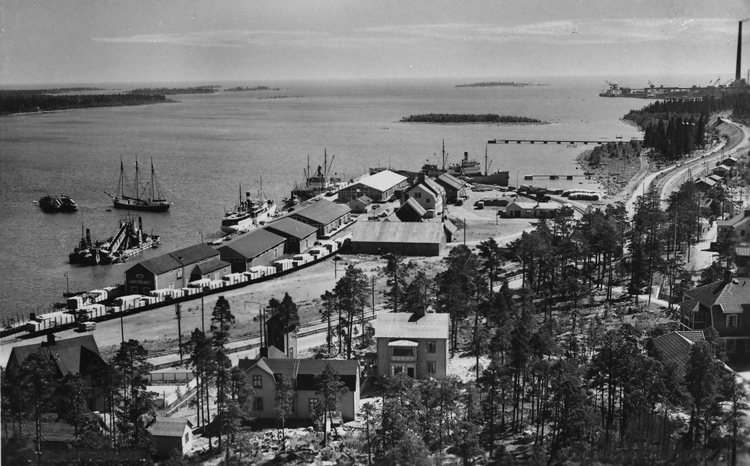
Skelleftehamn 1935

Skellefteå hamn är en året runt-hamn som ägs av Skellefteå kommun belägen i Skelleftehamn 16 km från centrala Skellefteå. Allt sedan starten 1912 har hamnens trafik ständigt ökat. Inom hamnområdet lastas och lossas varje år ca 1,6 miljoner ton gods, vilket gör hamnen till en av Sveriges 20 största. Volymerna består i huvudsak av bulk och skogsprodukter, smältmaterial och färdigprodukter till/från Rönnskärsverken samt stålämnen, skrot och sågade trävaror. Hamnen har Norrlands största mobila kran, som lyfter upp till 100 ton gods. Skellefteå Hamn har även Sveriges största insegling av vindkraftverk, säsongen 2012 kom delar till totalt 30 verk. 
Skellefteå Hamn har kort insegling och goda förbindelser med både E4:an och stambanan, vilket gör hamnen attraktiv för många industrier. En annan viktig fördel med Skellefteå för blandade sändningar är dess närhet till hamnar i norra Finland. Hamnen har linjetrafik till England. Skellefteå Hamn samverkar inom ramen för ”North Sweden Seaport” med grannhamnarna Piteå Hamn, Luleå Hamn och Kalix Hamn samt även Bottenvikens stuveri som bedriver verksamhet i samtliga dessa Bottenvikshamnar. 
Skellefteå Hamn är även omlastningsterminal för allt gods som kommer och går med järnväg till Skellefteå. Det lastas även container på järnväg för vidaretransport ut i världen.
Skellefteå Hamn består av fem olika kajområden. De olika hamndelarna är Södra hamnen med kajerna: Rönnskär, Handelskajen, Jubileumskajen och Norra Hamnen med: Oljekajen och Cementakajen. Årligen angör ca 400-430 fartyg hamnen.
Skellefteå hamn har Bottenvikens enda varv som dessutom är ett av de största i Bottenhavet.

## Historia

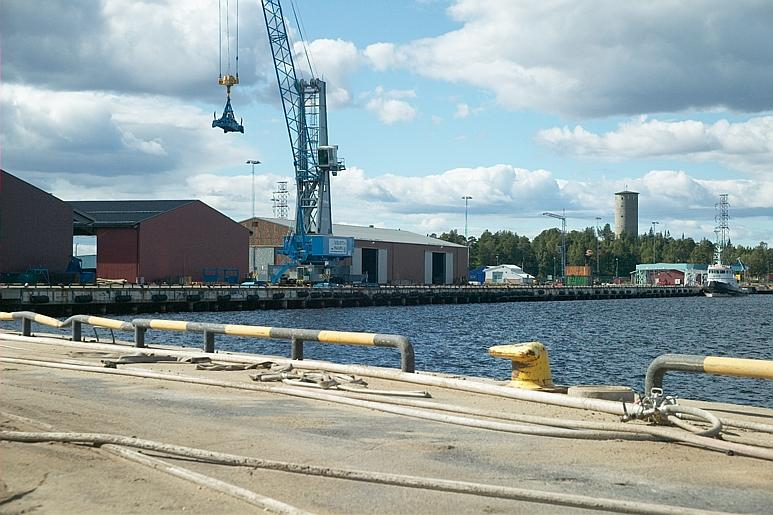
Hamnen 2004

Skellefteå har alltid haft en omfattande handel och sjöfart med barkskepp. Tidigare var Skellefteälven farbar för den tidens fartyg ända upp till Skellefteå stad. Men de allt större fartygen och landhöjningen gjorde det allt svårare att komma in till stadens hamn. Redan då Skellefteå fick sina stadsprivilegier 1845 hade man sin egentliga hamn i Ursviken och en hel del gods pråmades på Skellefteälven mellan stad och hamn, annat roddes, medan en del transporterades landvägen. I början av 1850-talet började man använda ångbåtar för den ökande godsmängden.
När Riksdagen tog beslut om att ansluta Skellefteå till järnvägsnätet ålades staden att anlägga en ny uthamn vid Kallholmen. Hamnen invigdes 1912. 1914 öppnades Skelleftebanan från stambanan ända fram till Skelleftehamn. Samhället Skelleftehamn grundades som brukssamhälle i och med byggandet av smältverket på Rönnskär 1928 och 1933 ändrades namnet officiellt från Kallholmen till Skelleftehamn.

## Teknisk information
Djup: 13–15 m Antal kajer/längd: 5 / 1345 m
Antal kranar/kapacitet: 3 / 40 ton En mobil kran med en kapacitet på 100 ton Två mindre mobila kranar med en kapacitet på 15 ton
RoRo anordningar: Depth: 9,3 m, length 150 m Torrdocka: 450 m längd med 8,5 m djup